# Jōji Hattori (músico)
Jōji Hattori (服部 譲二 Hattori Jōji?) es un director de orquesta y violinista japonés.

## Biografía
Nacido en Japón pero criado en Viena, Joji Hattori estudió violín en la Academia de Música de Viena y sociología en la Universidad de Oxford, y amplió sus estudios de violín con los violinistas Yehudi Menuhin y Vladimir Spivakov. La carrera de solista internacional de Joji Hattori comenzó después de ganar el Concurso Internacional Yehudi Menuhin para Jóvenes Violinistas en 1989. En 1999, Hattori decidió comenzar una carrera como director y en 2002 ganó un premio en el Concurso de Directores de Maazel-Vilar que lo llevó a realizar compromisos en Nueva York.
Desde entonces ha sido Director Principal Residente del Teatro de Erfurt, director musical del Conjunto de Tokio y desde 2004 ha sido director asociado de la Das Wiener KammerOrchester. Ha sido invitado a dirigir muchas orquestas importantes, incluida la Orquesta Philharmonia, la Orquesta Sinfónica de Viena y la orquesta de la Ópera Estatal de Viena.
Hattori es profesor invitado de violín en la Royal Academy of Music de Londres.